# Гребнев, Владимир Петрович
Владимир Петрович Гребнев (1907—1976) — советский фотокорреспондент, в годы Великой Отечественной войны фотограф единственного официального печатного издания 3-й ударной армии газеты «Фронтовик», старший лейтенант.

## Биография

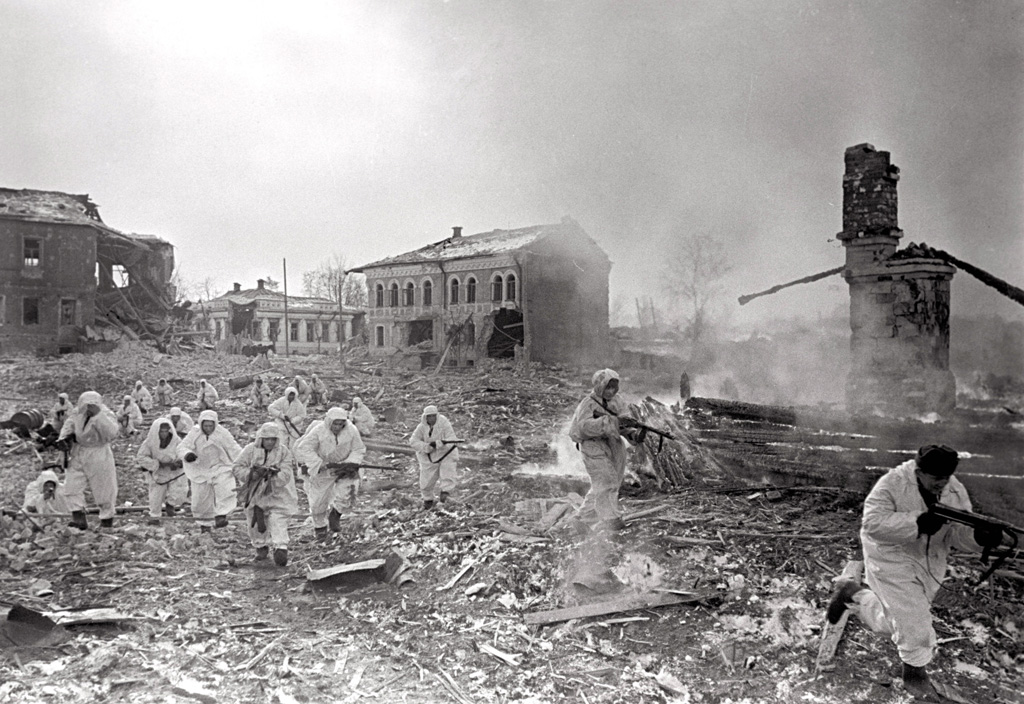
Советские разведчики входят в г. Юхнов, 10 апреля 1942, фото В. П. Гребнева

Владимир Петрович Гребнев родился в Москве в 1907 году. Проживал в Пресненском районе, увлекался спортом, состоял в спортивном обществе «Спартак», участвовал в городских соревнованиях по лёгкой атлетике и бегу. Перед тем как стать профессиональным фотографом перепробовал несколько специальностей, работал типографским работником, экспедитором на заводе и ассистентом режиссёра на «Мосфильме». В 1930-х годах стал работать профессиональным фотографом, участвовал в работе фотостудии Всесоюзной сельскохозяйственной выставки, сотрудничал с рядом московских изданий, в частности с журналом «Наши достижения».
В июне 1941 года был призван в Красную Армию, с августа 1941 года в действующей армии. С началом Великой Отечественной войны был фотокорреспондентом газеты «Красная Звезда». С июля 1942 года в редакции армейской газеты «Фронтовик» — официального печатного издания 3-й ударной армии, с которой прошёл боевой путь от Москвы до Берлина. Гребнев делал свои снимки непосредственно с линии фронта в ходе боевых операций, а также портретные фото особо отличившихся, представленных к наградам, бойцов и командиров. На наиболее известных его фотографиях запечатлено освобождение Невеля и последние месяцы и дни войны, сделанные в Берлине и его окрестностях. Фотоработы Гребнева также публиковались во фронтовой и центральной прессе.
Во время боёв за Невель в октябре 1943 года Владимир Гребнев со стрелками-десантниками на броне танка 78-й танковой бригады, вошёл в город, сделал более 20 снимков. Впоследствии из его фотографий были подготовлены фотовыставки «Бои за Великие Луки» и «Бои за Невель». Дальнейший боевой путь старшего лейтенанта Гребнева, в составе 3-й ударной армии проходил через Прибалтику и Восточную Пруссию. Весной 1945 года Гребнев создал множество фотографий, документирующих завершающий этап войны. На его снимках отображены бои за Берлин и Рейхстаг, среди них фотопортреты Мелитона Кантарии, Михаила Егорова, Степана Неустроева и Ильи Сьянова. Есть фотографии Гребнева и Знамени Победы над Рейхстагом. Фотографии Гребнева были опубликованы в воспоминаниях маршалов Жукова и Василевского, вошли в военные сборники и учебники по истории.
После окончания войны остался в Восточной Германии в рядах вооружённых сил, был фотокорреспондентом военной газеты Группы советских войск в Германии. Затем демобилизовался и работал спортивным фоторепортёром, в журналах «Спортивные игры» и «Спортивная жизнь». Участвовал во всесоюзных и международных выставках, его работы были отмечены призами и дипломами. Умер в 1976 году.
Помимо Гребнева, отвечавшего за фотоматериалы для «Фронтовика», газету иллюстрировал прославленный художник-график Николай Михайлович Аввакумов. Другой военкор «Фронтовика», военный писатель Юрий Абрамович Левин, оставил несколько заметок о Гребневе в своих мемуарах. Перед смертью В. П. Гребнев передал часть своих снимков другу-однополчанину Ю. А. Левину, на основе этих снимков была организована выставка, посвящённая 60-летию Победы, при участии Гуманитарного университета, в Екатеринбурге, на малой родине Левина.
В Невеле, местными краеведами, была организована персональная фотовыставка работ Владимира Гребнева «Невель.1943», приуроченная к 70-летию Победы.

## Награды
- два ордена Красной Звезды
- орден Отечественной войны I степени
- медали, в том числе «За боевые заслуги» и «За оборону Москвы»